# دينيس أوليفيرا
دينيس أوليفيرا (بالإسبانية: Denis Olivera)‏ هو لاعب كرة قدم أوروغواياني في مركز الوسط، ولد في 29 يوليو 1999 في ميناس، أوروغواي ‏ في الأوروغواي. لعب مع نادي دانوبيو.

## وصلات خارجية
- دينيس أوليفيرا على موقع قاعدة بيانات كرة القدم.إي يو (الإنجليزية)
- دينيس أوليفيرا على موقع Soccerway.com (الإنجليزية)
- دينيس أوليفيرا على موقع عالم كرة القدم.نت (الإنجليزية)